# Ancients

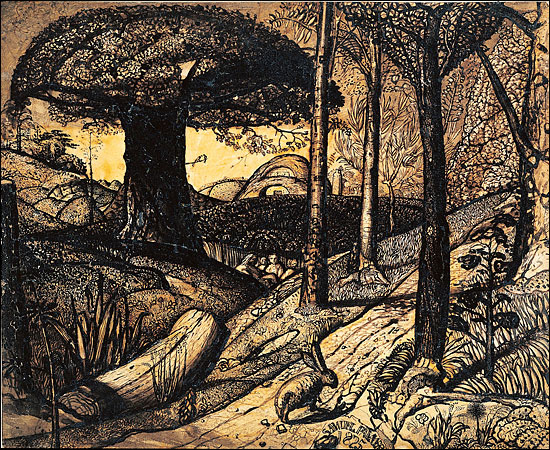
Early Morning, 1825, by Samuel Palmer

Ancients, en català Els Antics, (també coneguts com a Shoreham Ancients), eren un grup d'artistes anglesos joves i altres persones que es van reunir al voltant de 1824 per la seva atracció a l'art arcaic i l'admiració per l'obra de William Blake (1757-1827), que era una generació o dues més vell que els integrants del grup. Alguns dels membres més destacats van ser Samuel Palmer, George Richmond i Edward Calvert. A excepció de Palmer, la gran part de membres eren estudiants de la Reial Acadèmia de les Arts. Es reunien a l'apartament de Blake, anomenada la "Casa de la intèrpret" i a la casa de Samuel Palmer al llogaret de Kent, Shoreham. The Ancients va tenir poc impacte en l'escena artística anglesa durant els deu anys més o menys que el grup va continuar, però diversos membres van esdevenir posteriorment artistes més coneguts, i l'interès en el grup ha augmentat gradualment des de finals del segle xix.

## Membres

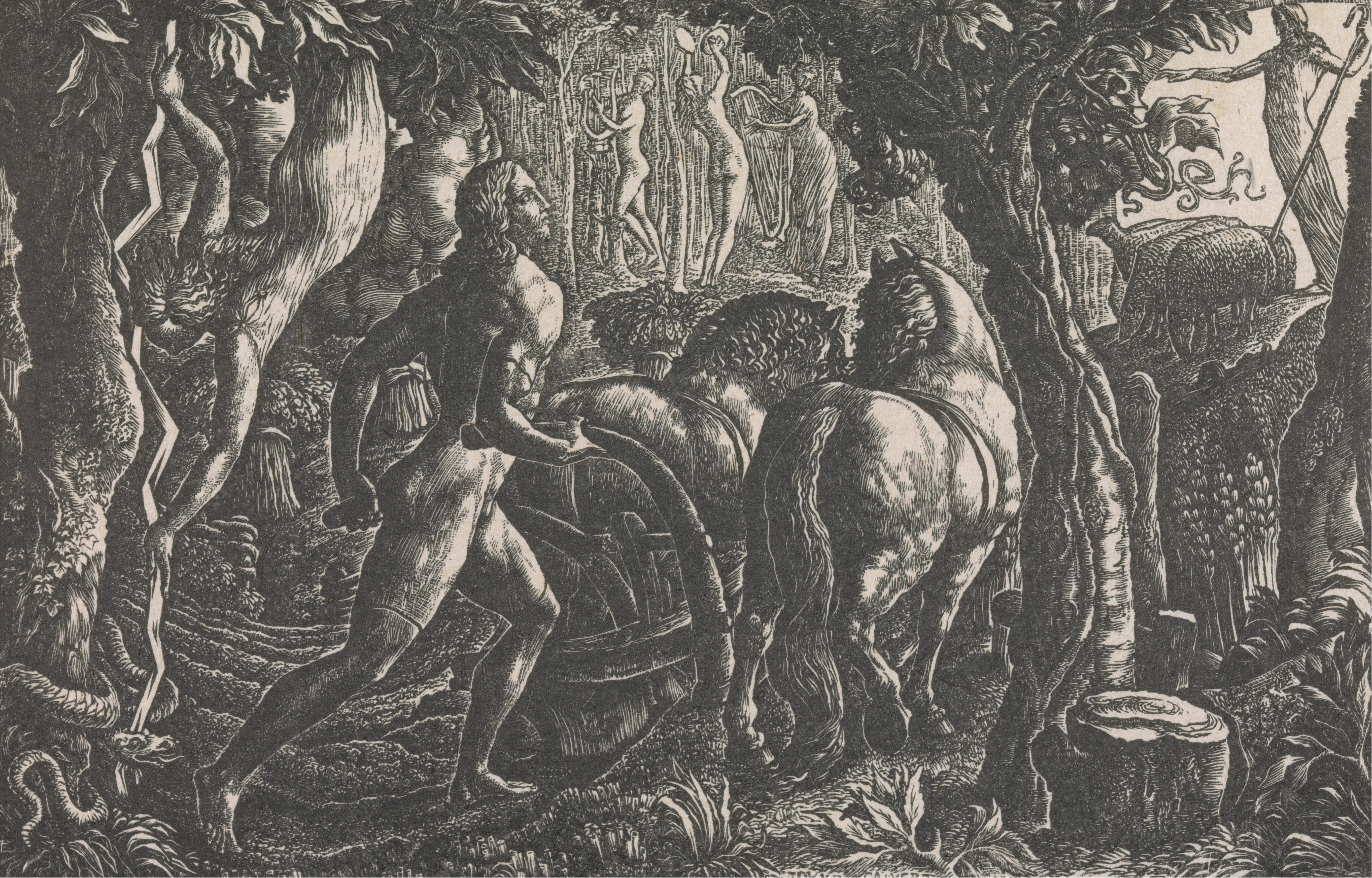
Edward Calvert, The Ploughman, wood engraving of 1827, 94 mm (3.7 in) by 140 mm (5.51 in)

- Edward Calvert (1799–1883);
- Frederick Tatham (1805–1878);
- Samuel Palmer (1805–1881);
- George Richmond (1809–1896)
- Francis Oliver Finch (1802–1862);[3]
- Henry Walter (c. 1786 – 1849);
- Welby Sherman;